# ليلى بنت الحارث
ليلى بنت الحارث بن تميم بن سعد الهذلي هي أحدى جدات النبي محمد صلى الله عليه وسلم وهي ام ووالدة قبيلة قريش كلها. قال ابن إسحاق «فولدَ فِهْرُ بْنُ مَالِكٍ أَرْبَعَةَ نَفَرٍ: غالبَ بْنَ فِهْرٍ، ومُحاربَ بْنَ فِهْرٍ، وَالْحَارِثَ بْنَ فِهْرٍ، وأسَد بْنَ فِهْرٍ، وأمُّهم: لَيْلَى بِنْتُ الحارث بن تميم بن سَعْدِ بْنِ هُذَيل بْنِ مُدْرِكَةَ». وقال ابن الكلبي «فولد فهر، وهو قريش: غالبا، وأسدا، وعوفا، وذئبا، وجونا، درجوا، والحارث، بطن، ومحاربا بطن، وهما من قريش الظّواهر وأمّهم ليلى بنت الحارث بن تميم بن سعد بن هذيل بن مدركة».

## نسبها
- هي : ليلى بنت الحارث بن تميم بن سعد بن هذيل بن مدركة بن إلياس بن مُضَر بن نزار بن معد بن عدنان.[2] تكنى بأم غالب وهو ابنها الأكبر.

## أولادها
تزوجت ليلى من قريش ( فهر ) بن مالك بن النضر بن كنانه بن خزيمة بن مدركة بن إلياس بن مُضَر بن نزار بن معد بن عدنان وانجبت
- غالب بن فهر ( بطن )
- الحارث بن فهر ( بطن ). 
  - وقامت بتسميته على اسم ابيها الحارث بن تميم الهذلي.
- محارب بن فهر ( بطن )
- أسد بن فهر
- عوف بن فهر
- ذئب بن فهر
- جون بن فهر